# Programme de mammifères marins de l’U.S. Navy

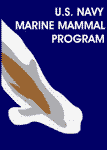
Logotype du programme.

Le programme de mammifères marins de la marine américaine, en anglais U.S. Navy Marine Mammal Program (NMMP), est un programme dirigé par la Marine américaine qui étudie l’emploi militaire de mammifères marins – principalement  le grand dauphin et l’otarie de Californie – et les entraîne à des tâches tels que la protection de navires et de ports, le repérage et le dégagement de mines, ainsi que la récupération d’objets. Le programme est basé à San Diego en Californie où les animaux sont entraînés de façon continue. Les animaux du NMMP ont été déployés en zones de combat, notamment pendant la guerre du Viêt Nam et la guerre d'Irak. Ce programme débuté dans les années 1960 doit se terminer en 2017 avec le remplacement des animaux par des robots et drones sous-marins.
Le programme est sujet à controverse, principalement à propos du traitement des animaux et de spéculations quant à la nature de l’entraînement et des missions exercées. Ceci est dû, au moins en partie, au fait que le programme était tenu secret jusqu’au début des années 1990. Depuis ce temps, de nombreuses organisations de protection des animaux sont soucieuses du bien-être de ces animaux, la plupart faisant opposition à leur usage, même non-combattant, tel que la détection de mines. La marine défend le programme en évoquant notamment les bons soins dispensés aux animaux et le suivi vétérinaire constant.

## Histoire

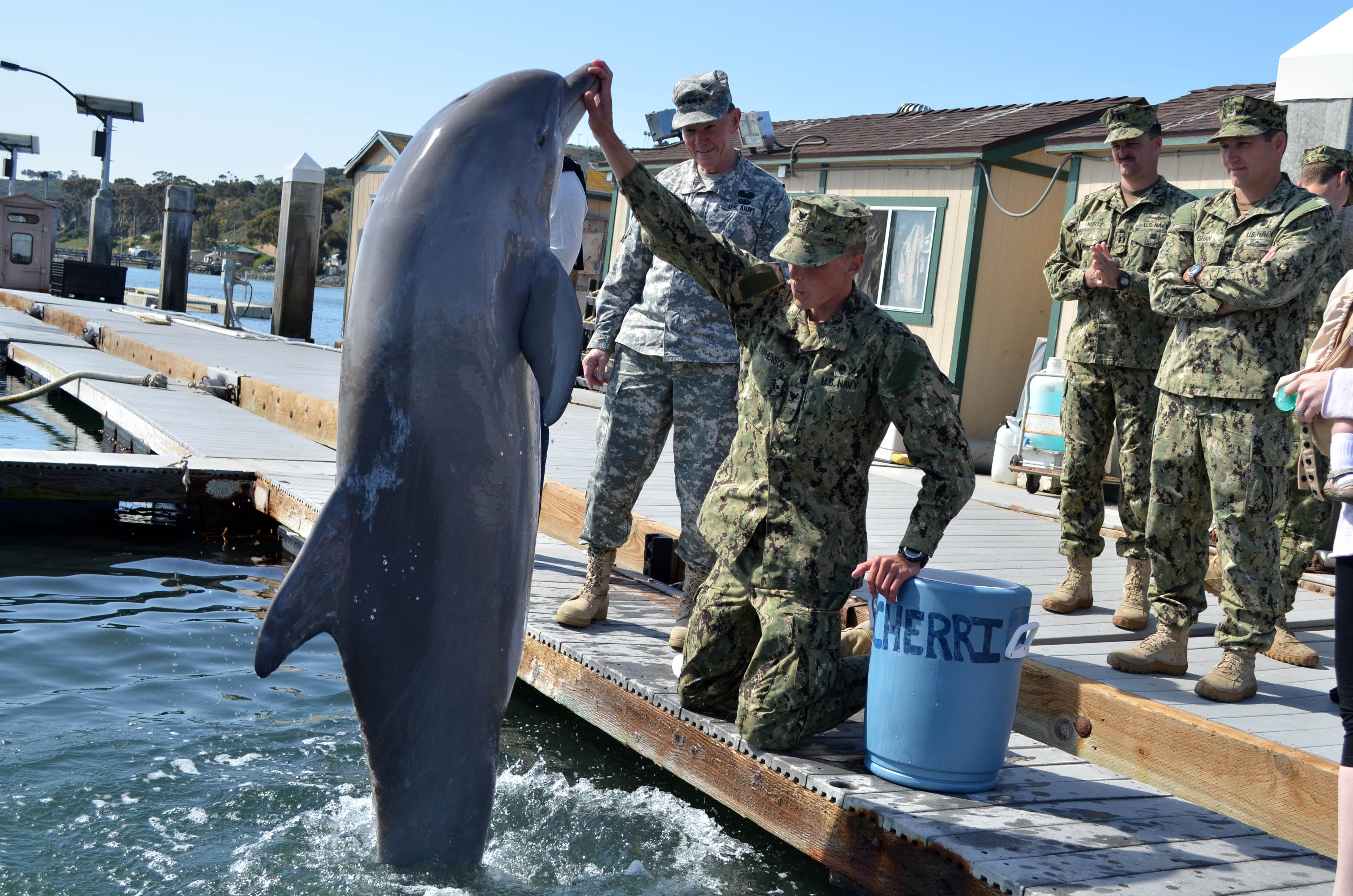
Le général Martin Dempsey (à gauche) assiste en 2012 à un examen des potentialités du NMMP par des Marins assignés à l'Explosive Ordnance Disposal Mobile Unit One.

Les origines du programme remontent aux années 1960, lorsque l’U.S. Navy fit l’acquisition d’un dauphin à flancs blancs du Pacifique pour des études hydrodynamiques dans le but d’améliorer les performances des torpilles. Il s’agissait de déterminer si les dauphins disposaient d’un système de réduction de la traînée sophistiquée, mais la technologie du moment ne permit pas de démontrer de telles caractéristiques. La recherche a maintenant repris avec l’aide de technologies plus modernes et s’intéresse à des projets tels que les biopolymères et l'étude de la couche limite. En 1963, le constat de l’intelligence exceptionnelle, des capacités de plongée et la facilité de l’apprivoisement et de l’entraînement des mammifères marins mena à l’établissement d’un nouveau programme de recherche basé à Point Mugu en Californie où l’on construisit un centre de recherche entre le Lagon de Mugu et l’océan. Le but était d’étudier les sens et capacités des dauphins, comme leur sonar biologique et leur physiologie de plongée profonde. En outre, il s’agissait de déterminer si les dauphins et les lions de mer étaient aptes à effectuer des travaux de marquage et de récupération dans l’eau. L’une des découvertes majeures fut que les dauphins et lions de mer entraînés étaient capables de travailler en pleine mer en étant attachés. 
En 1965, un dauphin de la marine américaine surnommée Tuffy participa au projet SEALAB II au large de La Jolla en Californie. Il transportait des messages et des outils entre la surface et l’habitat situé 60 m en dessous. Tuffy fut aussi entraîné à repérer et guider des plongeurs perdus. 
En 1967, le centre de Point Mugu et son personnel furent déménagés à Point Loma, San Diego. On les plaça sous le contrôle du nouveau Centre de Systèmes de Guerre Spatiaux et Navals (Space and Naval Warfare Systems Center ou SSC San Diego). De plus, on ouvrit un laboratoire dans une base des Marine Corps à Hawaii (dans la baie de Kāne'ohe). Toutefois, en 1993, cette base fut fermée et le laboratoire cessa ses activités ; la majorité des animaux furent envoyés à San Diego, mais certains demeurèrent sur place dans le cadre d’un programme de recherche conjoint entre la Marine Américaine et l'Université d'Hawaii.
En 2009, quatre dauphins furent déployés à Nouméa, pour neutraliser une centaine de mines, vestiges de la seconde guerre mondiale, au large de la Nouvelle-Calédonie,.

## Le programme

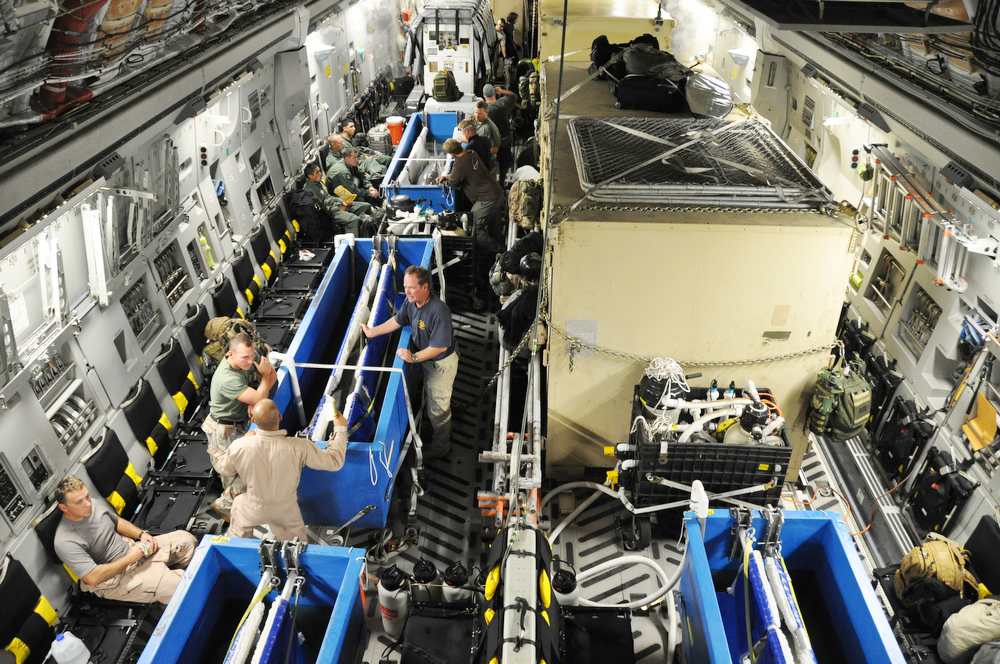
Transports des dauphins à bord d'un C-17 Globemaster III

Les animaux sont entraînés dans la baie de San Diego ; on aperçoit d’ailleurs souvent des dresseurs dans la baie, à bord de petites embarcations servant à transporter les dauphins entre leurs enclos et la zone d’exercice.  D’autres emplacements sont parfois utilisés pour des recherches spécifiques, tels que l’Île San Clemente dans le détroit de Californie et les zones d’essai de torpilles à Seattle et au Canada. Les activités officielles incluent la protection de ports et de navires contre les nageurs de combat, repérer et aider dans la récupération de coûteuses cibles d’entraînement et localiser des mines marines potentiellement dangereuses.
Il y a cinq équipes de mammifères marins, chacune est entraînée pour un type de mission spécifique. Chaque équipe humains-animaux est désignée dans le jargon militaire par un numéro de « mark  » (abrégé MK) ; les cinq équipes sont « MK 4 », « MK 5 », « MK 6 », « MK 7 », et « MK 8 ». Les équipes MK 4, 7 et 8 utilisent des dauphins; MK 5 utilise des otaries, et MK 6 utilise à la fois dauphins et otaries. Ces équipes peuvent être déployées partout sur le globe en 72 heures, par bateau, avion, hélicoptère ou véhicule terrestre vers des zones de conflits ou des théâtres d’opération.

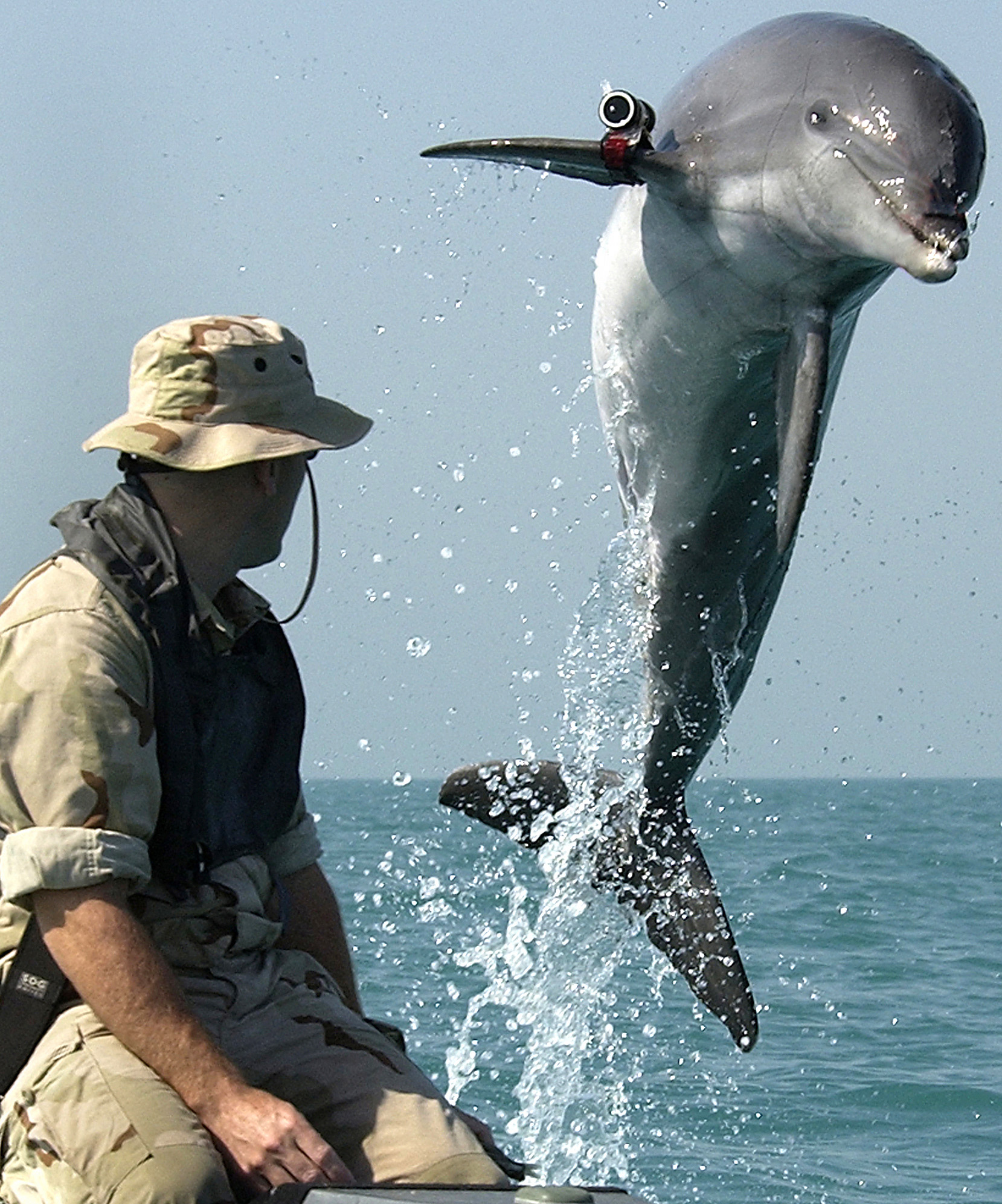
Des grands dauphins, tels que celui sur cette image portant un dispositif de localisation, effectuèrent des travaux de déminage dans le Golfe Persique pendant la guerre d'Irak.

### Déminage
Trois des équipes de mammifères marins sont entraînées au dégagement de mines marines ennemies; un danger majeur pour les navires de la marine américaine. MK 4 emploie des dauphins pour détecter et marquer l’emplacement de mines marines captives, alors que MK 7 est entraîné à marquer les mines reposant sur le fond marin ou enterrées dans le sable. L’équipe MK 8 est chargée d’identifier rapidement des couloirs de débarquement non minés. 
En service, le dauphin attend un signe de son dresseur avant de lancer la recherche dans une zone spécifique en employant son écholocation naturelle. Le dauphin fait rapport de la situation à son dresseur en formulant des réponses particulières si un objet cible a été détecté. Si une cible de type mine est détectée, le dresseur envoie le dauphin pour marquer l’emplacement de l’objet afin qu’il puisse être évité par les navires ou neutralisé par les plongeurs de la marine.   
Des dauphins-démineurs furent déployés dans le Golfe Persique lors de la guerre en Irak en 2003. La marine affirme que ces dauphins permirent d’éliminer plus de 100 mines anti-navires et pièges explosifs sous-marins dans le port d’Umm Qasr.

### Protection
MK 6 emploie des dauphins et otaries comme sentinelles pour protéger les installations portuaires et les navires de la Navy contre les incursions de nageurs de combat. MK 6 fut déployé pour la première fois en service avec des dauphins pendant la guerre du Viêt Nam de 1971 à 1972 et à Bahreïn de 1986 à 1987.

### Récupération d’objets

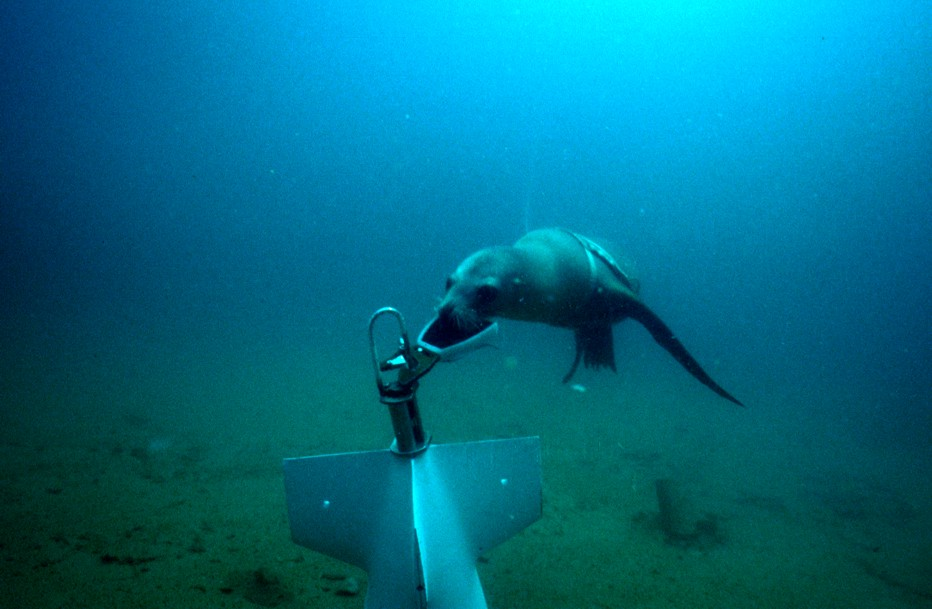
Une otarie du NMMP attache une ligne de récupération sur une cible d'entraînement.

MK 5 se consacre à la récupération d’équipements d’essai tirés depuis des navires ou largué dans l’océan depuis des avions ; l’équipe utilise des otaries de Californie pour repérer et attacher un mécanisme de récupération à des objets sous-marins comme des mines d’exercice. Dans ce rôle, les otaries surpassent les plongeurs humains qui sont limités à de courts temps de travail et à un nombre de plongées limité. Cette équipe démontra pour la première fois ses capacités lorsqu’elle récupéra une fusée anti-submersible (ASROC) à une profondeur de 50 m en novembre 1970. L’équipe s’est aussi entraînée à la récupération de mannequins dans des accidents d’avion simulés. 

### Missions d’attaque
Il existe d’importantes spéculations quant à l’emploi par la Navy de dauphins dans des missions d’attaque, soit contre des nageurs ennemis, soit en attachant des mines magnétiques à des navires ennemis au port. Il s’agit aussi d’un thème de fiction assez populaire. 
La Navy affirme qu’elle n’a jamais entraîné ses mammifères marins pour des missions d’attaque contre des humains ou des navires. Les dauphins ne sont pas capables de discerner la différence entre vaisseaux et plongeurs ennemis ou amis, il s’agirait là d’un moyen très hasardeux ; au lieu de cela, les animaux sont entraînés à détecter toutes mines et plongeurs dans une certaine zone, et à en faire rapport à leur dresseurs, qui eux prennent la décision d’une mesure adéquate.  
L’U.S. Navy dispose d’un arsenal d’armes plus conventionnelles qui peuvent être utilisées contre des navires ennemis au port, tel que la torpille Mark 48, la mine mobile Mark 67 (lancée depuis un submersible), et  la mine Mark 60 CAPTOR. Une seule attaque sous-marine pourrait déployer jusqu’à 40 mines Mark 67 en une mission, chacune portant une ogive de 230 kg, à une distance de 8 à 10 km. Ceci est une capacité bien plus puissante et consistante que ne puissent réaliser les dauphins (déployés au port ennemi depuis un sous-marin).

## Animaux employés

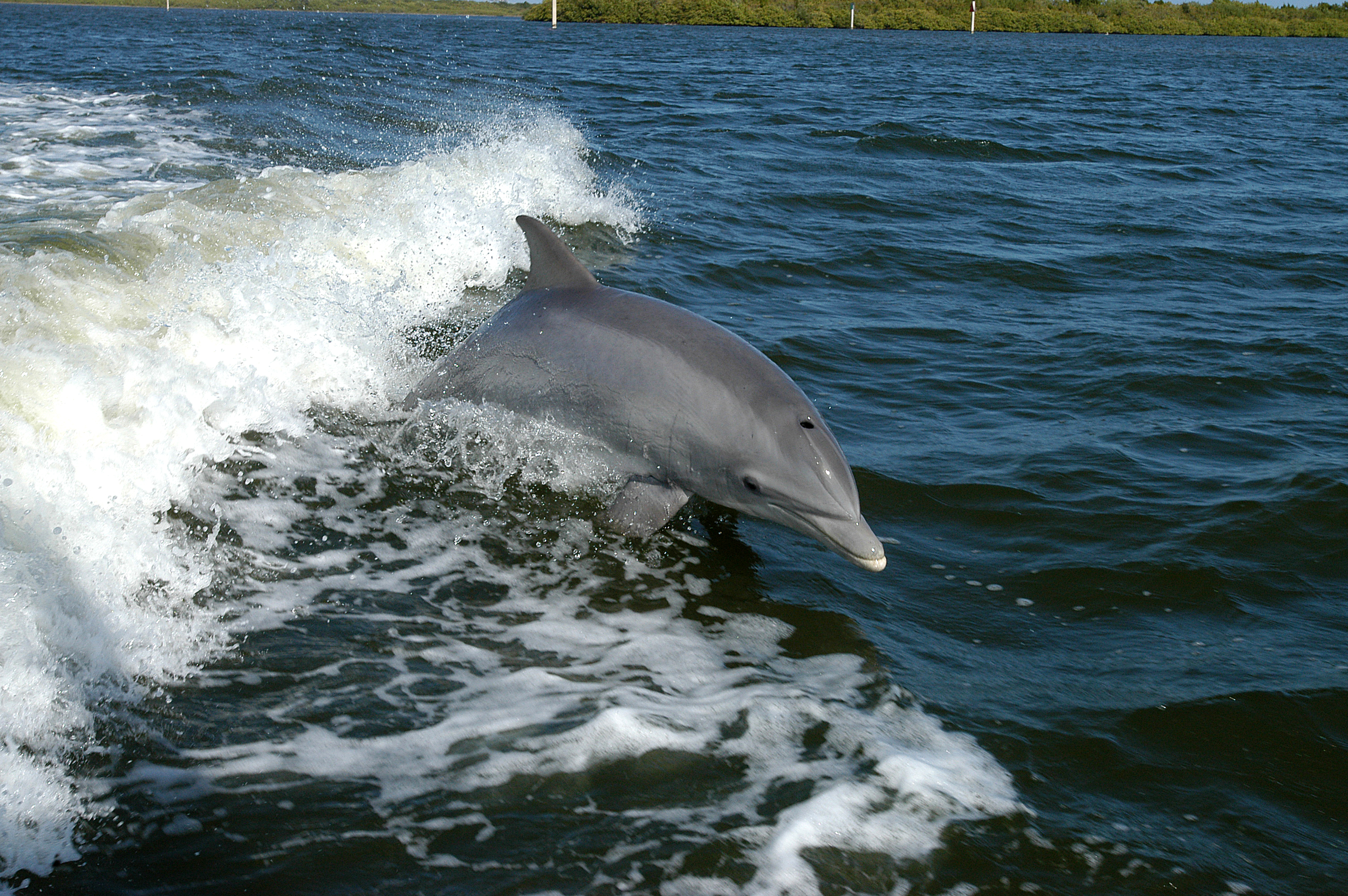
Les Grands dauphins sont parmi les espèces employées par le programme de mammifères marins de la Navy.

La marine américaine a employé et étudié les espèces animales suivantes, tout au long de son programme :  
| Cétacés                              | Pinnipèdes           | Autres  |
| ------------------------------------ | -------------------- | ------- |
| Béluga                               | Otarie de Californie | Oiseaux |
| Grand dauphin                        | Phoque commun        | Requins |
| Dauphin commun à bec court           | Éléphant de mer      |         |
| Marsouin de Dall                     | Otarie à fourrure    |         |
| Fausse orque                         | Phoque gris          |         |
| Orque                                | Otarie de Steller    |         |
| Dauphin à flancs blancs du Pacifique |                      |         |
| Baleine pilote                       |                      |         |
| Dauphin de Risso                     |                      |         |
| Dauphin à rostre étroit              |                      |         |

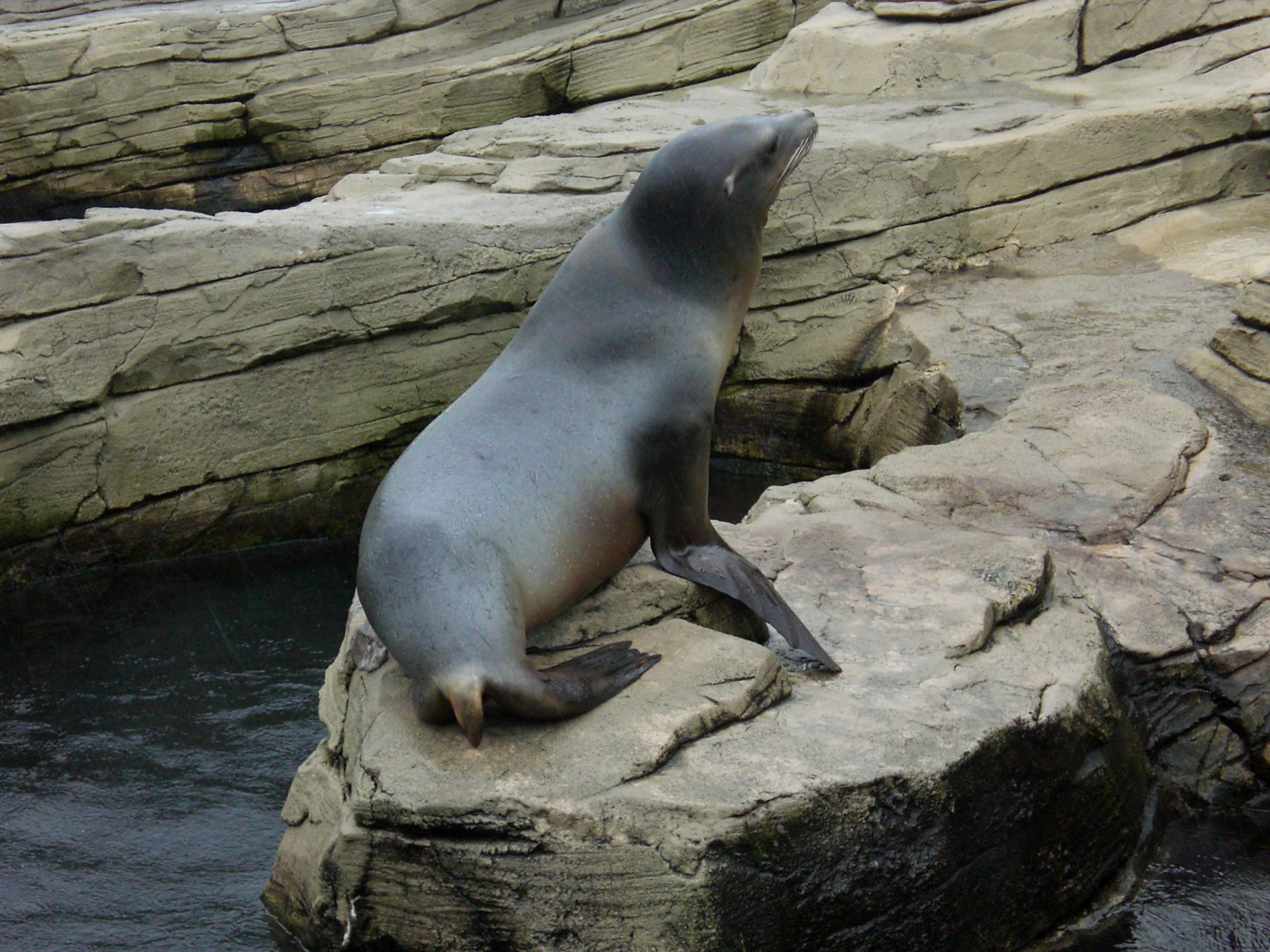
L'otarie de Californie est, avec le Grand Dauphin une des espèces animales principales utilisées par la Navy

De nos jours, le grand dauphin et l’otarie de Californie sont les principaux animaux utilisés. Les dauphins ont un puissant sonar biologique, inégalé par la technologie sonar artificiel dans la détection d’objets dans la colonne d’eau ou sur le fond marin. Les otaries n’ont pas cette capacité, mais elles ont une ouïe directionnelle sous-marine très sensible et une excellente vision dans la pénombre. Ces deux espèces sont entraînables et capables de plongées répétitives à grande profondeur. À la fin de années 1990, environ 140 mammifères marins faisaient partie du programme.

## Protection des animaux
Il existe une controverse continue[réf. souhaitée] à propos du prétendu mauvais traitement des animaux employés dans le programme. Des allégations ont été faites concernant le traitement abusif des animaux par le passé, et la controverse se poursuit aujourd’hui sur l’emploi de mammifères marins à des fins militaires.
La ligne de conduite de la Navy requiert que seules des techniques de renforcement positives soient utilisées dans l’entraînement des animaux. De plus, elle s’occupe des mammifères marins en accord avec des standards reconnus. Le NMMP affirme se conformer strictement aux exigences du Département U.S. de la Défense (United States Department of Defense) et aux lois fédérales sur les bons soins dus aux animaux, ceci inclut la loi de protection des mammifères marins (Marine Mammal Protection Act) et la Loi sur le bien-être des animaux (Animal Welfare Act). Le programme est listé en tant qu'institution accréditée par l’Association pour l’Accréditation du bien-être des Animaux en Laboratoire (Accreditation of Animal Laboratory Animal Care, AAALAC (en)). Ce programme d’accréditation exige des conditions de captivité et de soins supérieures à celles simplement exigées par la loi. Cette accréditation requiert des standards spécifiques pour le bien-être des animaux, toutefois elle ne fixe pas de restriction quant au but des recherches. Le NMMP est aussi membre de l’Alliance des Parcs et Aquariums de Mammifères Marins (Alliance of Marine Mammal Parks and Aquariums). En outre, les protocoles de soins et de recherche du NMMP doivent être approuvés par un comité institutionnel de protection des animaux (Institutional Animal Care and use Committee, IACUC). Ce comité inclut des chercheurs ne faisant pas partie du programme, des vétérinaires, et des membres de la communauté.      
Mais l’emploi de mammifères marins par la Navy, même en accord avec sa ligne de conduite, continue de rencontrer de l’opposition. Les opposants invoquent le stress que génère ce genre d’entraînement, qui est contraire au style de vie naturel des animaux, particulièrement sur le point de leur confinement en dehors des périodes d’exercice.    
La controverse s’étend aussi sur les dispositifs anti-fourragement, telles que les muselières qui empêchent les dauphins de chercher de la nourriture pendant le travail. La Navy affirme qu’il s’agit d’une mesure de protection visant à empêcher l’ingestion d’objets dangereux, mais les opposants disent qu’il s’agit en fait de renforcer le contrôle du dresseur sur l’animal ; l’entraînement étant fondé sur des récompenses sous forme de poissons. 
La réintégration et/ou la captivité et les soins prolongés des animaux « retraités » est aussi une inquiétude. L’emploi des animaux sur le terrain est également mis en question, en partie à cause du stress impliqué pendant le transport, particulièrement lorsqu’il est « à sec ». Le nouvel environnement non familier aux animaux est aussi un problème. En effet, les dauphins indigènes aux régions où les mammifères marins du NMMP sont introduits peuvent être une menace, car ils sont connus pour défendre leur territoire contre les intrus.
D’autres personnes soulèvent aussi la question des dangers liés à la nature du travail effectué. On cite le risque de détonation accidentelle d’une mine; mais la Navy maintient que ce risque est minimal, en effet les animaux sont entraînés à ne pas toucher les mines, d’ailleurs conçues pour ne pas être déclenchées par les animaux marins. Une autre crainte est que les forces ennemies, sachant la présence de dauphins chasseurs de mines dans une certaine zone, se mettent à abattre tous les dauphins dans l’eau, y compris ceux ne faisant pas partie du NMMP.

## Dans les médias
Le NMMP a été couvert de façon sensationnelle par les médias, en partie du fait de sa nature inhabituelle et du concept de l’emploi de mammifères marins intelligents à des fins militaires. Le NMMP était secret jusqu’au début des années 1990 ce qui a contribué aux spéculations sur sa vraie nature et même sur son vrai titre, certains le surnommant la « mission d'intelligence des cétacés » (Cetacean Intelligence Mission). De temps à autre, des histoires font surface dans les médias à propos de dauphins militaires entraînés pour des missions d’attaque, ou même armés, qui se sont échappés et qui posent un danger au public, mais la Navy a démenti cela en affirmant que ses dauphins n’avaient jamais été entraînés à de telles missions. Pendant l’ouragan Katrina en 2005, les médias rapportèrent que des dauphins de la Navy, équipés de pistolets à flèches empoisonnées et entraînés à attaquer les plongeurs hostiles, s’étaient enfuis quand leur enclos dans le Lac Pontchartrain avait été endommagé, et qu’ils posaient un danger aux baigneurs. Cependant, la Navy a signalé que tous ses dauphins étaient présents et que de toute façon leur seul centre d’entraînement se trouvait à San Diego; loin des régions affectées par Katrina. Des dauphins se sont effectivement échappés de l’Oceanarium de Gulfport au Mississippi pendant l’ouragan, mais qu’ils furent recapturés peu après, .
Le concept de dauphins militaires a aussi été abordé dans la fiction, notamment dans le film Le Jour du dauphin (Mike Nichols, 1973) basé sur le roman de Robert Merle, Un animal doué de raison.  La nouvelle Johnny Mnemonic de William Gibson et son adaptation au cinéma parle d’un dauphin cyborg surnommé “Jones” ayant un talent pour le décryptage, et qui est dépendant à l’héroïne. La série TV SeaQuest, police des mers présentait un dauphin entrainé comme membre de l’équipage. Il y a aussi les dauphins armés de canons sonars du célèbre jeu Alerte Rouge 2. Le roman de David Brin, Marée stellaire se développe sur le thème de dauphins génétiquement créés composant l’équipage d’un vaisseau spatial.
Dans le documentaire de Eric Demay, Homme et dauphin : mode d'emploi, il est question de re-habilitation à la vie sauvage de deux dauphins de l'US Navy par Ric O'Barry, ancien dresseur de Flipper. Le travail est long car ces dauphins ont perdu tous leurs instincts d'animal sauvage.

## Sources
1. ↑  (en) Vanessa Dennis, « Photos: U.S. Navy’s dolphin and seal program », sur Public Broadcasting Service, 26 mars 2014 (consulté le 15 mars 2016).
2. 1 2  A Brief History of the Navy's Marine Mammal Program (en) tiré de la préface de la bibliographie annotée des publications de la NMMP.
3. ↑  R. T. L. Newmedia, « Opération internationale pour déminer le lagon de Nouvelle-Calédonie », sur RTL Info, 12 novembre 2009 (consulté le 24 mai 2022)
4. ↑  « Déminage dans les eaux du Pacifique », sur Zone Militaire, 18 novembre 2009 (consulté le 24 mai 2022)
5. ↑  U.S. Navy Marine Mammal Mine Hunting Systems (en) tiré de la page web du NMMP.
6. ↑  Smithsonian Magazine: Uncle Sam's Dolphins — (en) un article sur le travail de déminage du NMMP en Irak.
7. ↑  U.S. Navy Marine Mammal Program Frequently Asked Questions (en) tiré de la page web du NMMP.
8. ↑  Association for the Accreditation of Animal Laboratory Animal Care (en).
9. ↑  AAALAC Program Description (en).
10. ↑  The Alliance of Marine Mammal Parks and Aquariums (en).
11. ↑  European Cetacean Bycatch Campaign — (en) une page sur les dauphins militaires.
12. ↑  Armed and dangerous — Flipper the firing dolphin let loose by Katrina — (en) histoire publiée par the Observer, le 25 septembre 2005, à propos de dauphins armés enfuis après l'Ouragan Katrina.
13. ↑  Dispelling a myth of dangerous Navy dolphins — MSNBC (en) réponse à l'histoire publiée dans the Observer.
14. ↑  Snopes: Killer Dolphins —  (en) article sur l'affaire Katrina tiré de la page Urban Legends Reference.